# Vaca Muerta
Vaca Muerta – meteoryt żelazno-kamienny należący do mezosyderytów, znajdowany w Chile na pustyni Atacama. Jak dotąd zebrano 3,8 tony fragmentów tego meteorytu. 
Jeden z pierwszych okazów znalezionych na pustyni Atacama opisał Ignacy Domejko. Po przyjeździe do Polski podarował go, razem z okazami innego meteorytu z Chile - Imilac, krakowskiej Akademii Umiejętności i Uniwersytetowi Jagiellońskiemu. Współcześnie można je zobaczyć w Muzeum Geologicznym PAN w Krakowie i Muzeum Geologicznym Uniwersytetu Jagiellońskiego.